# Modèle cristallographique

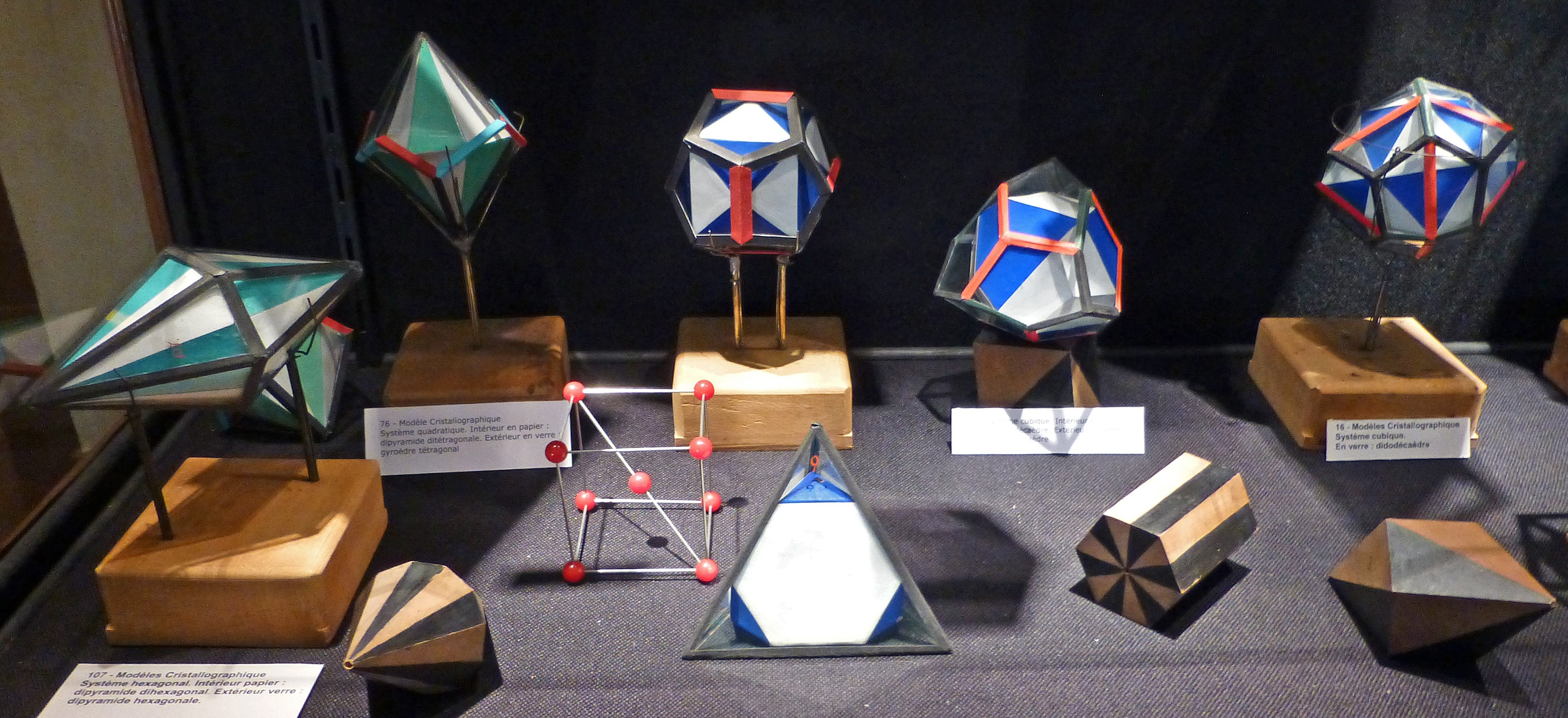
Modèles cristallographiques en différents matériaux : bois, papier, verre, fil de fer (Musée de minéralogie de Strasbourg)

Un modèle cristallographique est utilisé dans l’enseignement de la cristallographie pour apprendre à reconnaître la morphologie des cristaux. Les modèles ont une valeur didactique considérable pour la détermination des éléments de symétrie dans les cristaux.

## Romé de l’Isle

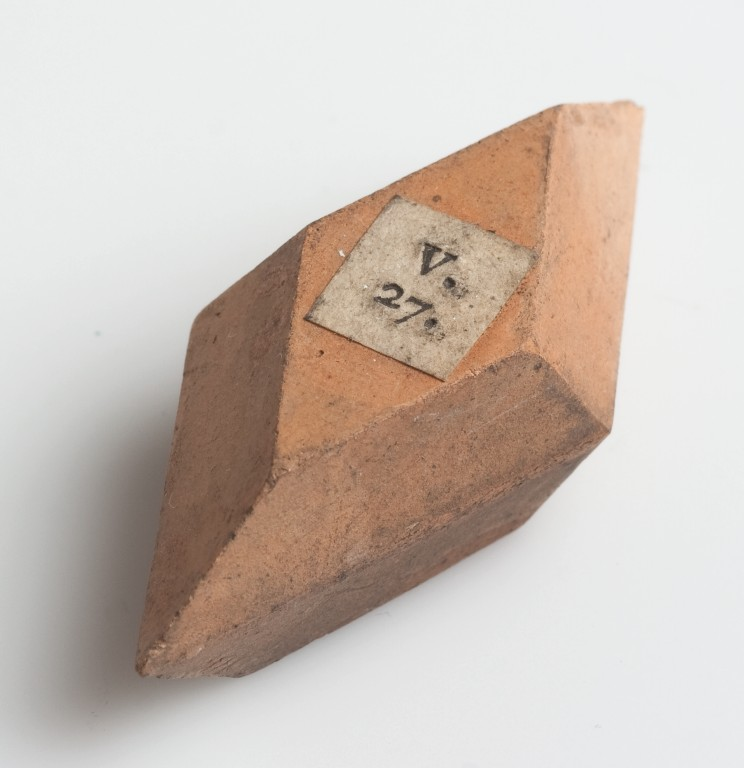
R. de l'Isle, modèle cristallographique en terra cotta. Collection Musée Teyler, Haarlem, Pays-Bas.

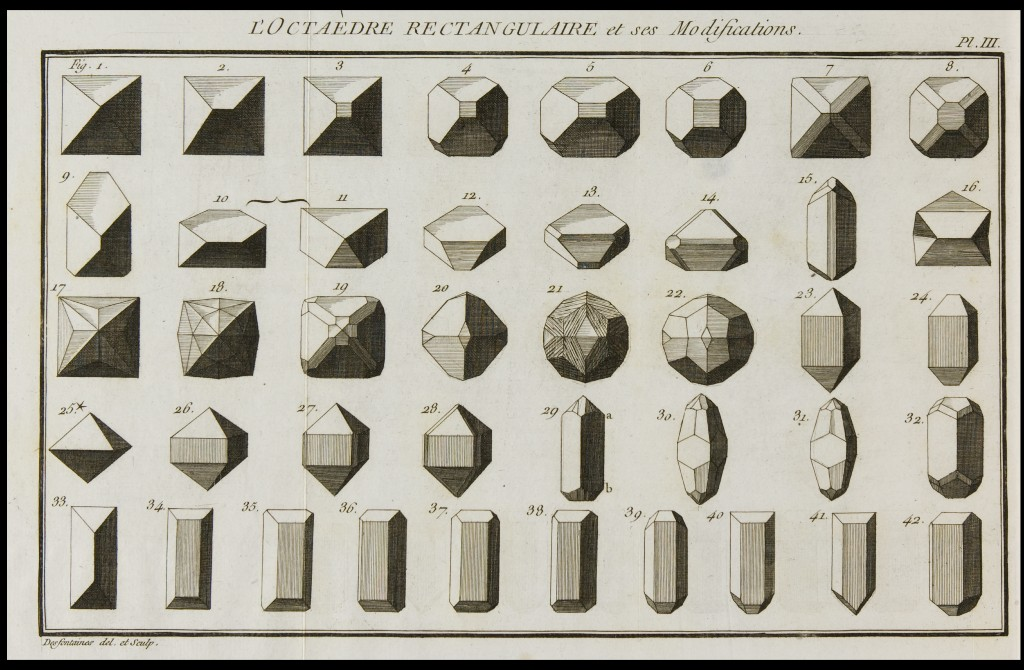
Overzicht van kristalmodellen in: R. de L’Isle, Cristallographie ou description des formes propres a tous les corps du regne mineral, dl II, 1783. Collection Musée Teyler, Haarlem, Pays-Bas.

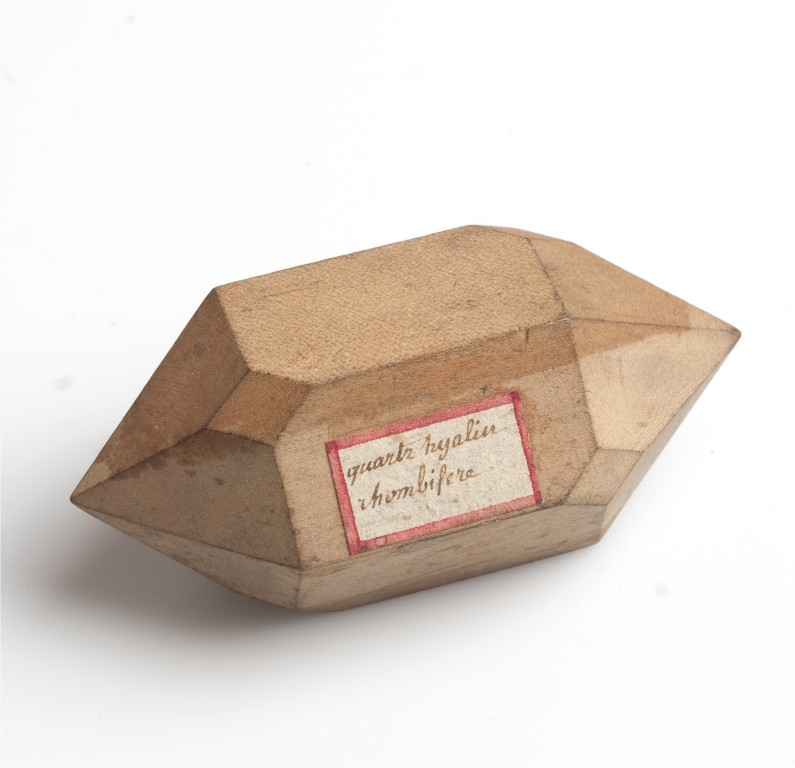
Modèle cristallographique en bois de poirier par R. J. Haüy (Quartz hyalin rhombifère). Collection Musée Teyler, Haarlem, Pays-Bas.

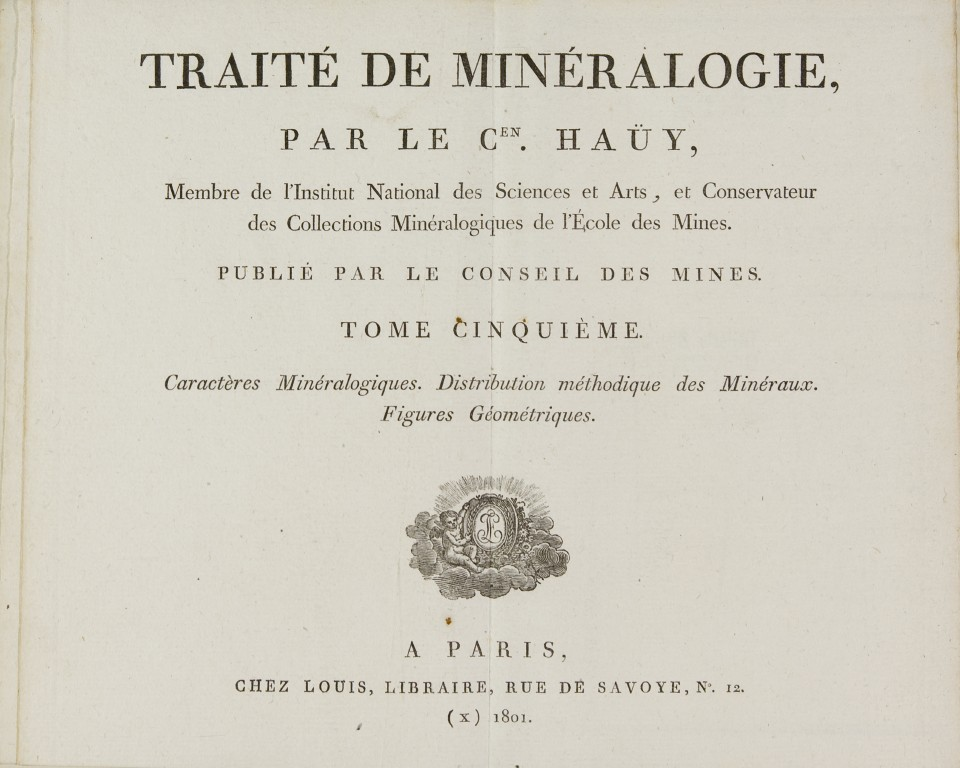
R. J. Haüy, Traité de Minéralogie, Parijs 1801. Collection Musée Teyler, Haarlem, Pays-Bas.

Les premières vraies séries de modèles cristallographiques ont été produites par Romé de l’Isle (1736-1790). Pour illustrer son coûteux ouvrage en 4 volumes, Cristallographie (1783),, et pour en stimuler la vente, Romé de l’Isle eut l’idée d’offrir des séries de petits modèles en terra cotta. Ces modèles étaient manufacturés par ses collaborateurs Arnould Carangeot, Lhermina et Swebach-Desfontaines qui en ont produit de nombreuses séries (certaines ne comportaient pas moins de 480 modèles). Afin de reporter exactement sur des modèles en terre cuite les angles entre les faces cristallines des cristaux naturels, Carangeot imagina et construisit un prototype de goniomètre. Cet instrument, qui devait devenir un outil essentiel en cristallographie géométrique, permettait de mesurer les angles entre les faces cristallines avec une précision de l’ordre du demi-degré. 
Le Musée Teyler d’Harlem possède une série complète de ces modèles en terre cuite ; ils ont été achetés à Paris en 1785 par Martin van Marum, le premier directeur du musée. Après plus de 200 ans, cette collection est toujours complète et en parfait état.

## René Just Haüy
Une vingtaine d’années après Romé de l’Isle, René Just Haüy introduisit des modèles cristallographiques en bois pour illustrer les dessins en 2 dimensions de l’Atlas de son "Traité de Minéralogie" (1801) . Il reconnut que le bois constituait un matériau idéal, bien supérieur à l’argile, pour la fabrication des modèles. Le bois de poirier, en particulier, permettait d’obtenir pour ces objets tridimensionnels des faces lisses, des arêtes aigües et des angles dièdres précis. D’une manière générale, la précision angulaire était très bonne et certains modèles –en particulier ceux qui illustrent les macles cristallines et les figures de décroissements de Haüy- apparaissent  encore aujourd’hui comme des prouesses d’ébénisterie. Des artisans habiles comme Pleuvin, Beloeuf et Lambotin (pour ne citer que ceux-là) devinrent des spécialistes dans ce domaine et les modèles qu’ils offraient étaient très estimés.
Entre 1802 et 1804 Martin van Marum acheta 597 de ces modèles d’Haüy en bois de poirier; 550 d’entre eux sont toujours présents dans la collection du Musée Teyler. Chaque modèle porte une étiquette écrite de la main de Haüy (à l’encre de noix de galle) indiquant son numéro de série et son nom. Cette collection de modèles de Haüy est la plus complète à avoir survécu. Son acquisition par Van Marum est liée à ses bons contacts ; il avait fait nommer Haüy membre de la "Hollandse Maatschappij" ("Société batave des Sciences de Harlem"), une nomination à laquelle le minéralogiste attachait une grande valeur et qu’il mentionnait dans ses publications.
À la suite de leur introduction par Romé de l’Isle et Haüy, les modèles cristallographiques vont connaître un succès prodigieux et seront demandés par les érudits et les professeurs dans un but didactique et également par les collectionneurs de minéraux. La qualité de production des modèles s’accroît encore avec les progrès techniques et plusieurs minéralogistes et cristallographes conçoivent alors leurs propres séries. Si le bois de poirier reste le matériau favori, on produit également des modèles en plâtre, en fonte, en plomb, en laiton, en verre, en porcelaine, en carton, etc. 

## La firme Krantz
En 1833 Adam August Krantz (qui avait étudié la pharmacie et par la suite la géognosie à la Bergakademie Freiberg) fonde la firme Krantz à Bonn. Quatre ans plus tard, la firme s’installe à Berlin et propose à la vente des minéraux, des fossiles, des roches et elle acquiert un quasi-monopole pour la fabrication de modèles cristallographiques en bois de poirier et de noyer. Depuis sa fondation, la firme a toujours été en contact étroit avec des scientifiques éminents et des collectionneurs. C’est ainsi qu’en 1880, Krantz proposa une série de 743 modèles en bois de poirier conçue pour les besoins de l’enseignement par le cristallographe Paul Groth. Sept ans plus tard, une série de 213 modèles supplémentaire vint s’ajouter.
Au début du XXe siècle, Friedrich Krantz (un neveu d’Auguste Krantz, diplômé en minéralogie) est encouragé par Carl Hintze, son professeur de cristallographie, et offre une collection de 928 modèles comprenant la plupart des modèles de Groth. Un peu plus tard et parmi d’autres productions Krantz présente une collection de 282 modèles destinés à illustrer les formes cristallines du Textbook of Mineralogy de Dana. Des modèles en bois de différentes tailles (5, 10, 15-25 cm) sont proposés dans plusieurs collections. La firme a produit également des modèles complexes en verre  notamment dans lesquels des fils de soie colorée matérialisent les axes cristallographiques et des modèles comportant intérieurement la forme holoèdre en carton. On a pu également se procurer des modèles en verre taillé et poli (incolore ou coloré), des modèles en carton, des modèles squelettiques en fils métalliques, des modèles de mailles cristallines, des modèles à partie mobile, etc. Au cours des années, la firme Krantz (toujours en activité) a publié de nombreux catalogues détaillés de ses productions ; ils constituent une précieuse documentation .